# 3959 Irwin
3959 Irwin è un asteroide della fascia principale. Scoperto nel 1954, presenta un'orbita caratterizzata da un semiasse maggiore pari a 2,2589923 UA e da un'eccentricità di 0,1877065, inclinata di 3,28232° rispetto all'eclittica.